# Jacques en Lise
Jacques & Lise is een Belgisch illustratorenduo bestaande uit Jacques Maes (°1984) en Lise Braekers (°1987).

## Leven
Jacques en Lise leerden elkaar kennen op de hogeschool in Genk, waar ze beiden grafische vormgeving studeerden. Sinds 2010 werkt het koppel samen als grafisch ontwerpers en illustratoren in hun bureau en huis in Schaffen.

## Werk
Als grafisch ontwerpers en illustratoren houden Jacques en Lise ervan om te verrassen met origineel bedachte concepten, steeds in hun unieke kenmerkende stijl met veel zorg voor compositie en inhoudelijke gelaagdheid. Ze besteden het meeste van hun tijd aan de creatie van prentenboeken, maar nemen ook geregeld opdrachten aan zoals voor de creatie van campagnebeelden, muurtekeningen en verpakkingen. 
De prentenboeken van Jacques en Lise werden al in meerdere talen vertaald, waaronder in het Engels, Frans, Duits, Spaans, Pools, Italiaans, Koreaans, Arabisch en Chinees. Hun opdrachtwerk werd al meermaals uitgelicht in internationale publicaties en verzamelwerken rond grafisch ontwerp en illustratie. 
In 2019 ontwierpen Jacques & Lise de affiche voor de Jeugdboekenmaand, die in teken stond van vriendschap.

## Werkwijze
Jacques en Lise werken steeds samen toe naar een afgewerkte ontwerp, waarbij Jacques ideeën bedenkt en ruwe schetsen maakt, Lise de uiteindelijke tekeningen uitwerkt, en Jacques ze inkleurt. Het kleurenpalet kiezen ze samen. In hun kinderboeken beperken ze zich meestal tot drie of vier kleuren om zo één sterke sfeer te scheppen.

## Prijzen en selecties
- 2016 - Golden Award op de Global Illustration Awards in Frankfurt[4], voor de omslag van Oskar (2016)
- 2018 - Geselecteerd voor de Illustrators Exhibition op de Bologna Children's Book Fair, met illustraties van Duif (2017)
- 2018 - Geselecteerd voor de biënnale van illustratie Ilustrarte, met illustraties van Duif (2017)
- 2018 - Geselecteerd voor de shortlist en tentoonstelling van de Golden Pinwheel Young Illustrators competition op de China Shanghai International Children's Book Fair, met illustraties van Duif (2017)
- 2018 - Excellence Award op de Global Illustration Awards in Frankfurt[5], voor de illustraties van Viktor (2018)
- 2018 - Grand Award op de Global Illustration Awards in Frankfurt[5], voor het boek Viktor (2018) in zijn totaliteit.
- 2019 - Geselecteerd voor de shortlist en tentoonstelling van the 2019 edition of the Nami Island International Children's Book Festival, met illustraties van Duif (2017)
- 2019 - Mede geselecteerd voor de Vlaamse inzending voor de Biennial of Illustrations Bratislava, met illustraties van Viktor (2018)
- 2021 - Mede geselecteerd voor de Vlaamse inzending voor de Biennial of Illustrations Bratislava, met illustraties van Henry (2020)
- 2023 - Mede geselecteerd voor de Vlaamse inzending voor de Biennial of Illustrations Bratislava, met illustraties van Pia (2021)
- 2023 - Premio Rodari (eerste prijs) in de categorie 'geïllustreerde kinderboeken' op het Festival di Letteratura per Ragazzi 'Gianni Rodari', voor de Italiaanse uitgave van Viktor (2023)
- 2024 - Juryprijs tijdens de ceremony van de 19th Tapirulan Illustrators Contest, met een illustratie rond het thema 'Tandem'
- 2024 - Cultuurpenning uitgereikt door de stad Diest, de thuisstad van Jacques en Lise, een erkenning voor hun culturele bijdrage als inwoner

#### (Als illustrator)
- 2014 - Het Prullalamonster, auteur Jean-Paul Mulders (Abimo)
- 2015 - Het ABC van Gaston Durnez, auteur Gaston Durnez (Abimo)
- 2023 - Voor de nieuwe maan, auteur Tine Lefebvre (Pelckmans Uitgevers)

#### (Als auteur en illustrator)
- 2016 - Oskar (Van Halewyck)
- 2017 - Duif (Van Halewyck)
- 2018 - Viktor (Van Halewyck)
- 2019 - Als sneeuw voor de zon (Van Halewyck)
- 2020 - Henry (Van Halewyck)
- 2021 - Pia (Pelckmans Uitgevers)
- 2021 - De Rommelmarkt leporello (Pelckmans Uitgevers)
- 2021 - Drakentocht leporello (Pelckmans Uitgevers)
- 2023 - Aldo & Rino (Pelckmans Uitgevers)
- 2024 - August (Pelckmans Uitgevers)